# Grand Union Canal

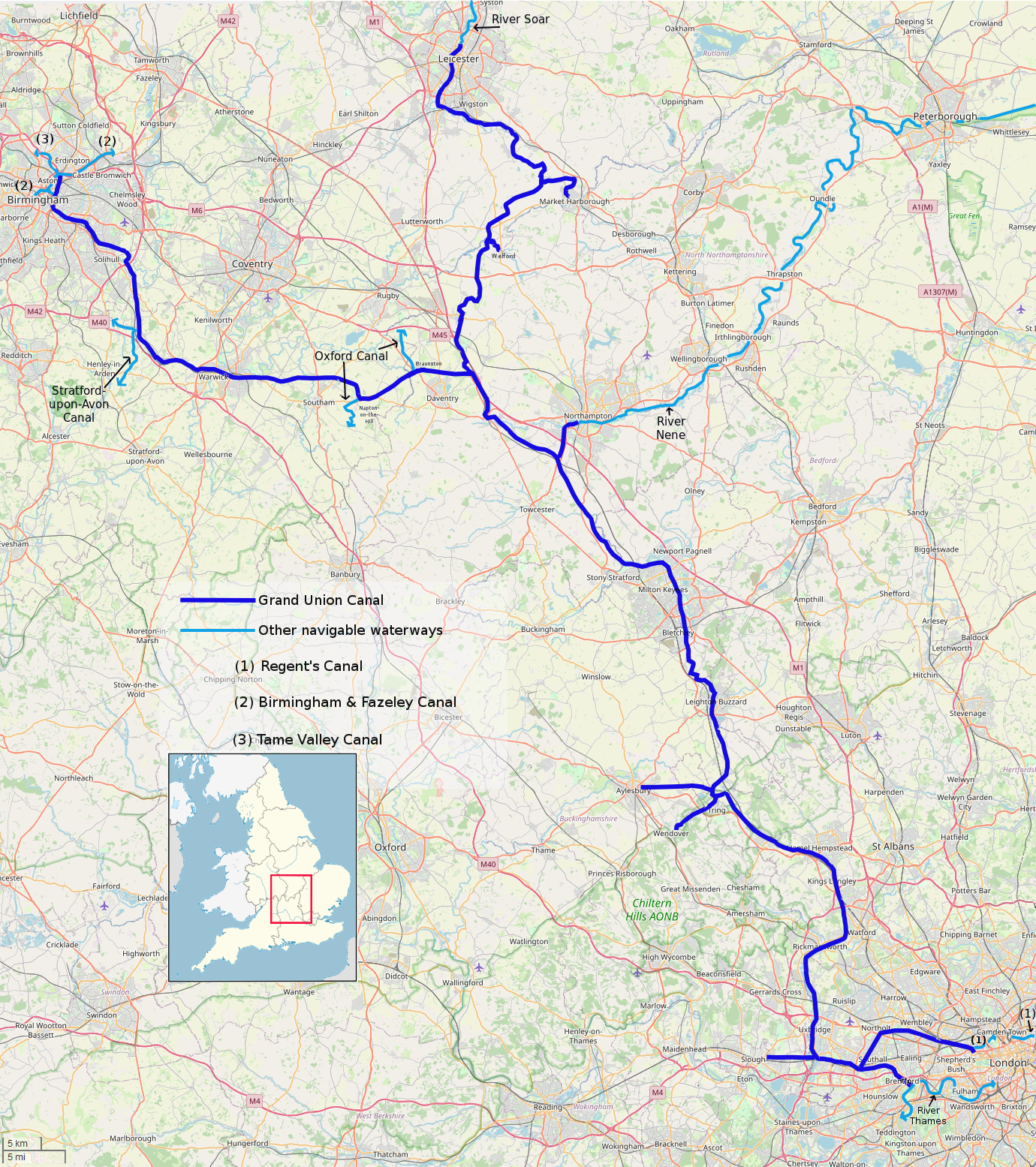
Mapa geográfico del recorrido completo del canal Grand Union

El canal Grand Union (nombre original en inglés: Grand Union Canal), localizado en Inglaterra, es una ruta navegable que forma parte del sistema de canales británico. Es la principal vía navegable entre Londres y las Midlands. Comenzando en Londres, un brazo llega hasta Leicester y el otro termina en Birmingham. El ramal a Leicester mide 23 millas (37 km) y cuenta con 18 esclusas, mientras que la línea principal hasta Birmingham totaliza una longitud de 137 millas (220 km), y en su recorrido desde Londres contiene 166 esclusas. La línea de Birmingham incluye varios ramales cortos a lugares como Slough, Aylesbury, Wendover y Northampton. Por su parte, la línea hacia Leicester tiene dos brazos cortos propios, con destino a Market Harborough y a Welford.
Posee enlaces con otros canales y vías navegables, entre los que figuran el río Támesis, el Regent's Canal, el río Nene y el río Soar, el canal de Oxford, el canal de Stratford-upon-Avon, el canal del ramal de Digbeth y el canal de Birmingham y Fazeley.
El tramo del canal que conecta el sur de Braunston con el río Támesis en Brentford, junto a Londres, es el canal Grand Junction original. En Braunston, este último se encontraba con el canal de Oxford, que unía el Támesis al sur y Coventry al norte, a través del canal de Coventry. El "canal Grand Union" es también el nombre original de lo que ahora es la línea de Leicester del canal Grand Union moderno, que va desde el este de Braunston hasta Leicester, y que actualmente se suele denominar antiguo canal Grand Union para evitar ambigüedades.

## Historia
El Canal Grand Union en su forma actual nació el 1 de enero de 1929, cuando el Regent's Canal y el Canal Grand Junction acordaron que la fusión y la modernización eran la única forma de seguir siendo competitivos frente al ferrocarril y al transporte por carretera de reciente desarrollo:
Área de Londres
- Regent's Canal, compañía original
- Canal Hertford Union, comprado por el Regent's Canal en 1857

Línea principal
- Canal de Warwick y Napton, comprado por el Regent's Canal en 1928[3]
- Canal de Warwick y Birmingham, comprado por el Regent's Canal en 1928[3]
- Canal de Birmingham y Warwick Junction, comprado por el Regent's Canal en 1928[3]
- Canal Grand Junction, comprado por el Regent's Canal en 1928[3]

Línea de Leicester
- Antiguo canal Grand Union, comprado por el Grand Junction en 1894
- Canal de Leicestershire y Northamptonshire Union, comprado por el Grand Junction en 1894
- Dominio navegable de Leicester, comprado por la Grand Union en 1932
- Dominio navegable de Loughborough, comprado por la Grand Union en 1932
- Canal de Erewash, comprado por el Grand Union en 1932

Una sección de ocho kilómetros (cinco millas) del canal de Oxford forma la línea principal del Grand Union entre Braunston y Napton on the Hill. Aunque el Grand Union tenía la intención de comprar el Ccnal de Oxford y el canal de Coventry, estas adquisiciones no se llevaron a cabo.
La sección de la línea principal entre Brentford y Braunston (anteriormente el canal Grand Junction) se construyó como un canal "ancho" o "amplio", es decir, sus esclusas eran lo suficientemente anchas para dar cabida a dos embarcaciones estrechas una al lado de la otra o una sola barcaza de hasta 14 pies (4,3 m) de manga.
Sin embargo, las secciones siguientes desde Braunston a Birmingham se habían construido como canales "estrechos", es decir, las esclusas solo podían acomodar un bote estrecho. Se aprobó una Ley del Parlamento en 1931 que autorizaba una parte clave del plan de modernización del Grand Union, respaldada por subvenciones gubernamentales. Las esclusas estrechas y varios puentes entre Napton y la esclusa superior de Camp Hill en Birmingham fueron reconstruidos para poder operar con botes o barcazas de hasta 12 pies 6 pulgadas (3,8 m) de manga, o dos botes estrechos. Se dragó el canal y se realizaron mejoras en las orillas: se aumentó la profundidad a 5 pies 6 pulgadas (1,7 m) para permitir cargas más pesadas, y se aumentó el ancho mínimo a 26 pies (7,9 m) para permitir el paso de dos embarcaciones de 12 pies y 6 pulgadas. Las obras en las esclusas se completaron en 1934, cuando el Ducado de Kent abrió las nuevas y amplias esclusas en Hatton, y otras mejoras se terminaron en 1937.
Sin embargo, estas mejoras en el calado y la anchura del canal nunca se llevaron a cabo entre Braunston y Londres. Las esclusas de Camp Hill en Birmingham no se ampliaron, ya que habría sido muy costoso y de poco sentido, ya que solo conducen a más tramos de esclusas que no son propiedad del Grand Union. Se construyeron una nueva cuenca y un almacén en Tyseley, por encima de Camp Hill, con el fin de solucionar este problema. Aunque la compañía del Grand Union construyó varios barcos anchos para aprovechar las mejoras, nunca tuvieron éxito, y el canal continuó siendo operado en gran medida por parejas de barcos estrechos, cuyos viajes se vieron facilitados por las esclusas recientemente ampliadas en las que se encontraban.
Las tres secciones entre el cruce de Norton y del río Trent (conocidas colectivamente como la 'línea de Leicester') tienen anchuras de los dos tipos. De Norton a Foxton, la ruta es un canal estrecho. Desde debajo de Foxton hasta Leicester, el canal es ancho. Desde Leicester hasta Trent, la ruta es efectivamente el río Soar y las esclusas y puentes son anchos. Otra ley de 1931 autorizó la ampliación de las esclusas en Watford y Foxton, pero al no recibir subvenciones gubernamentales, el trabajo no se llevó a cabo.
El Canal Grand Union fue nacionalizado en 1948, transfiriéndose el control a la Comisión de Transporte Británica, y en 1962 al British Waterways Board, más adelante denominado British Waterways. El tráfico comercial continuó disminuyendo, cesando efectivamente en la década de 1970, aunque todavía se mantuvo el tráfico de cal viva entre Brentford y Boxmoor hasta 1981, y el traslado de agregados de construcción en el río Soar hasta 1995. Sin embargo, el uso recreativo tomó el relevo en el canal, con paseos en bote complementados con pesca, caminatas por caminos de sirga y la presencia de numerosas personas que simplemente disfrutan viendo el paso de las embarcaciones. Más recientemente, el tráfico de mercancías volvió con el transporte de áridos desde Denham a West Drayton en barcazas y embarcaciones estrechas, y la apertura de un nuevo muelle para materiales reciclados y áridos en Old Oak Common.

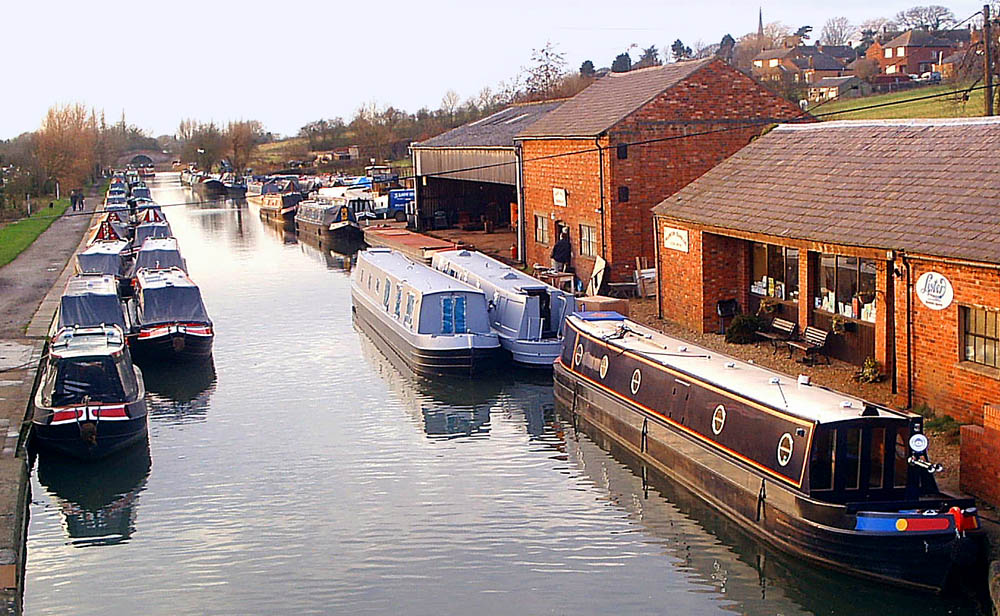
El canal en Braunston

## De Brentford a Braunston

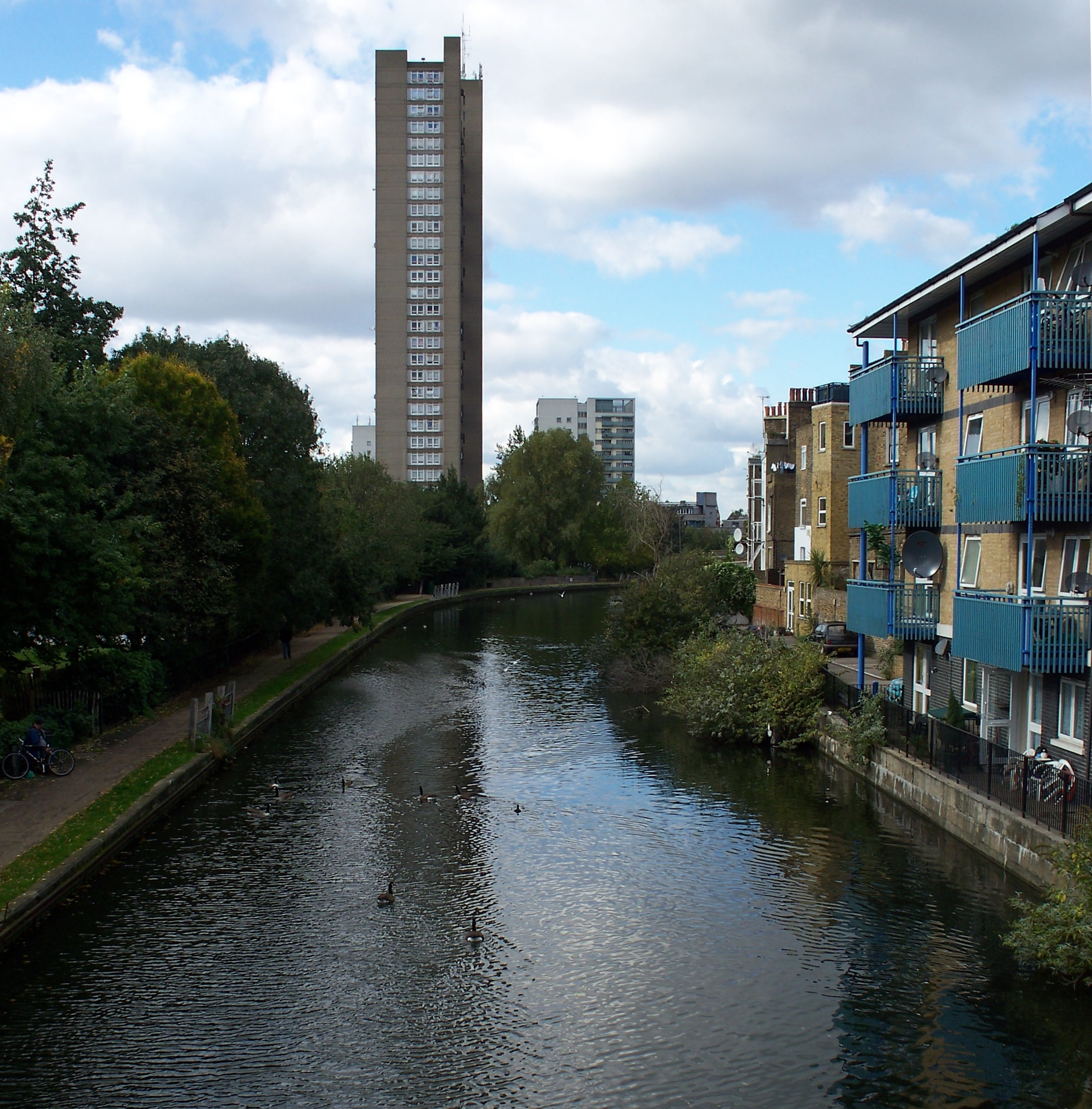
El canal Grand Union pasando junto a la Trellick Tower en Westbourne Park, Londres

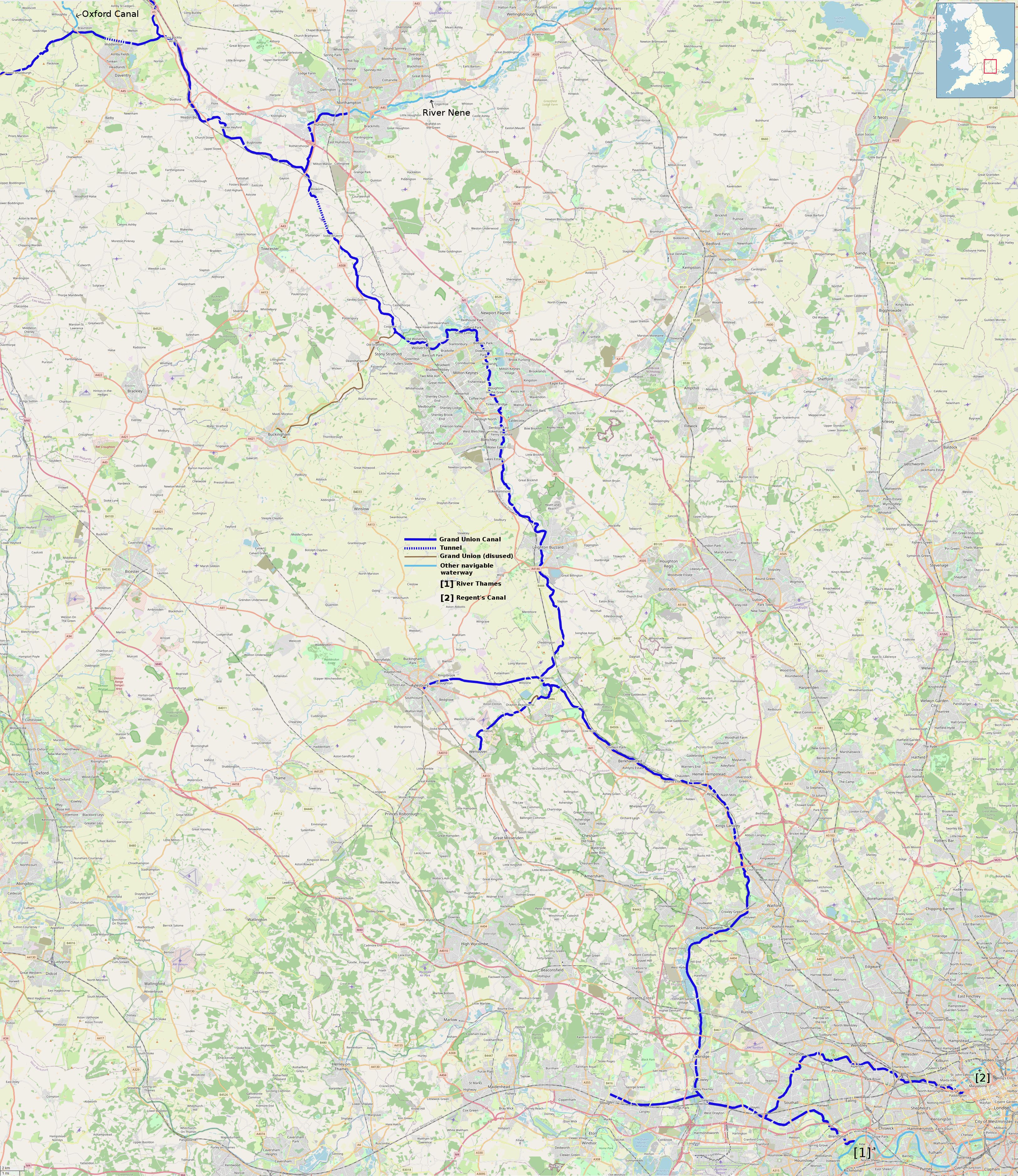
Mapa de la sección entre Londres y Braunston del canal

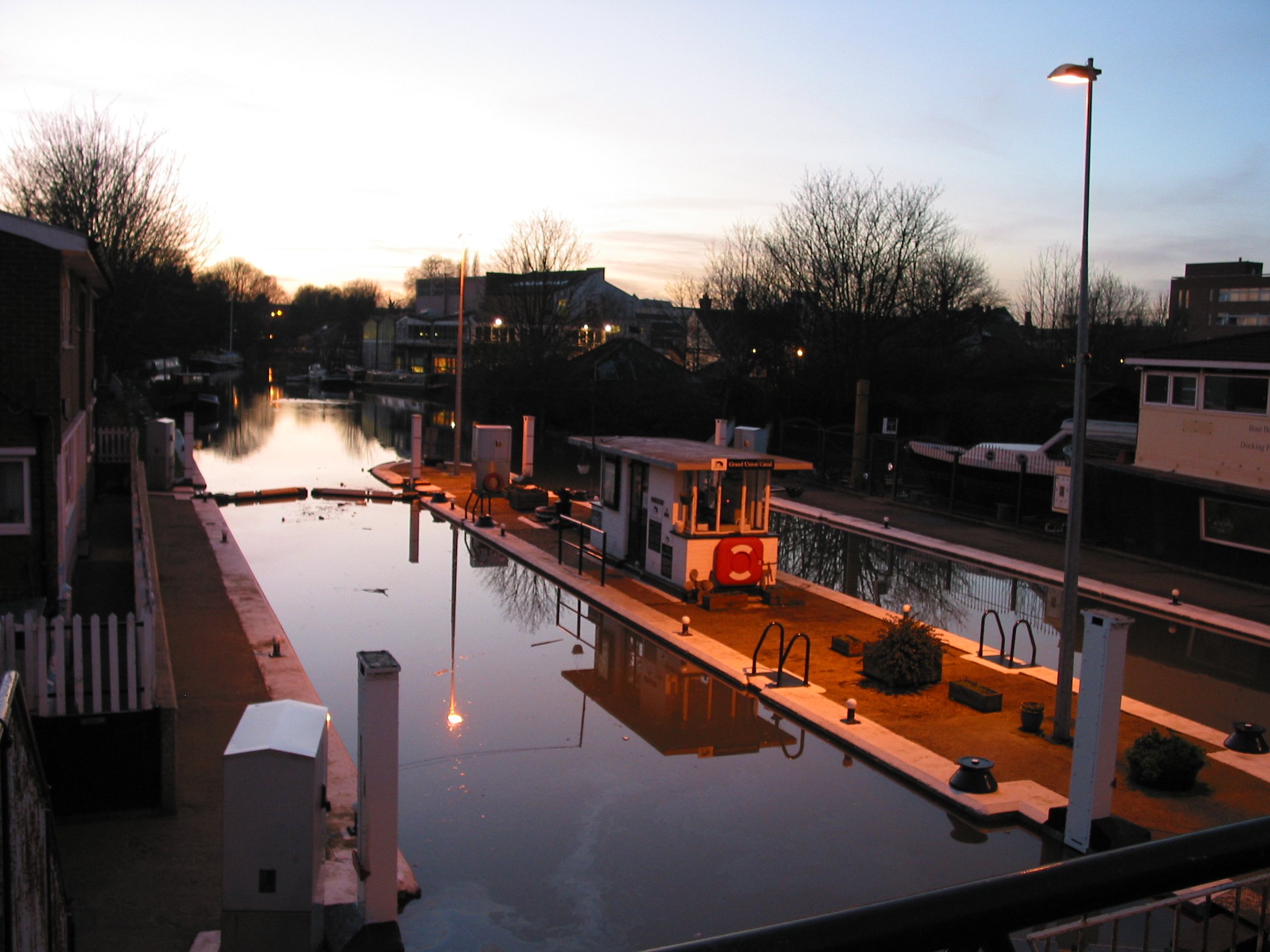
La esclusa del Támesis en el canal Grand Union, Brentford (oeste de Londres), durante la marea alta

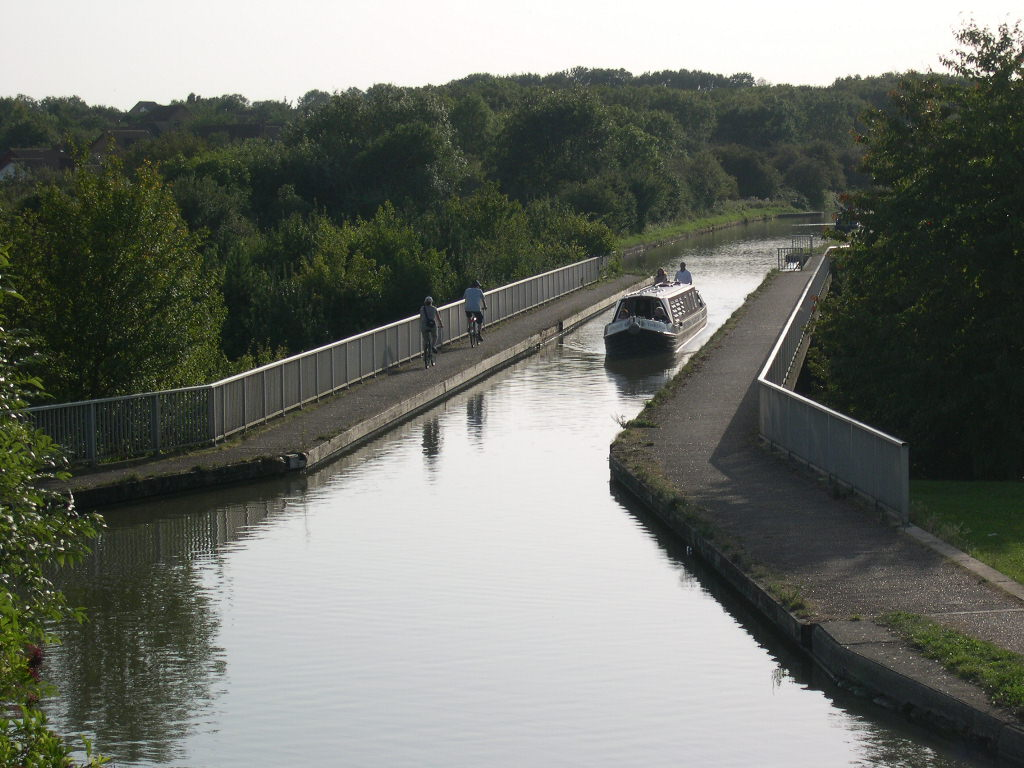
Acueducto de New Bradwell, en Milton Keynes

Un extremo del Canal Grand Union (Canal Grand Junction - Línea Principal) está en Brentford, en el río Támesis al oeste de Londres, donde el canal sigue el curso encauzado del río Brent. La doble esclusa del Támesis en Brentford separa la zona de marea (administrada por el Puerto de Londres), de la zona del río Brent/Canal Grand Union, administrado por el Canal & River Trust. Las esclusas del canal están parcialmente numeradas de forma consecutiva al sur de su desvío hacia Leicester, en Braunston Junction. La esclusa del Támesis tiene el número 101.
A lo largo de más de 3 millas (4,8 km) aguas arriba de la esclusa del Támesis, el canal y el río Brent comparten el mismo cauce, y la vía fluvial es semimareal hasta la esclusa de doble aforo (esclusa 100) en Brentford. Justo aguas arriba de la esclusa de aforo había una gran cuenca del canal, ahora conocida como esclusa de Brentford, desde la que el canal se prolonga pasando por dos esclusas más. El río y el canal parten de la base de las esclusas de Hanwell (92-97), antes de que otras dos esclusas másle permitan llegar a Norwood Green. A continuación se dirige hacia el oeste por terreno llano a través de Southall, Hayes y Yiewsley hasta llegar al suave valle del río Colne.
A tres millas (5 kilómetros) de Norwood, en este largo tramo a nivel, se encuentra Bulls Bridge Junction, donde estuvo ubicado el astillero principal de la Grand Union Canal Carrying Company. En Bulls Bridge, el brazo del canal de Paddington se bifurca hacia el norte y recorre 12 millas (19,3 km) phasta unirse al Regents Canal en Little Venice (véase más abajo). Justo antes de Uxbridge se encuentra el cruce de Cowley Peachey, donde el brazo del canal de Slough se bifurca hacia el oeste.
En los suburbios de Cowley, antes de la década de 1930 un pueblo rural, el canal comienza a subir por el valle del río Colne al noroeste hasta la ciudad contigua de Uxbridge. Después de las aldeas de Denham y Harefield, pasa al sur de Rickmansworth. Aquí se fusiona con los ríos Chess, Colne y Gade. Después de Rickmansworth, el canal sigue el valle del río Gade, pasando por la fábrica de papel de Croxley. El canal bordea Watford a través de Cassiobury Park, pasando por debajo de la autopista M25 a medida que se acerca a Kings Langley (Hertfordshire).
Las esclusas se vuelven más frecuentes a medida que la subida a Chiltern Hills se hace más pronunciada. Las cuatro esclusas originales fueron reemplazadas en 1819 por cinco menos profundas para aliviar los problemas con el suministro de agua a las fábricas de papel cercana. Esto realineó el canal hacia el sur de su curso anterior. Los navegantes tradicionales todavía se refieren a estas esclusas, sin ironía, como "The New 'Uns", y el término se ha transmitido a las nuevas generaciones de usuarios del canal.
Después de Kings Langley y de Apsley, el emplazamiento de más antiguas fábricas de papel, el canal pasa por las localidades de Hemel Hempstead y de Boxmoor Common. Desde aquí, el canal sigue el curso del río Bulbourne a través de Bourne End con el conocido puente giratorio en Winkwell y el "Puerto de Berkhamsted, una pequeña ciudad compacta". En la esclusa de Cow Roast, el canal alcanza la cumbre a lo largo de 5 kilómetros (3 millas) nivelados en Tring, en las colinas de Chiltern, habiendo ascendido a través de 54 esclusas desde Brentford.
En el extremo noroeste del nivel de la cumbre se encuentra Bulbourne Works, donde se fabricaron compuertas hasta 2003 para la red de canales del sur. Media milla (800 m) más adelante, el canal llega a la cima del tramo de siete esclusas de Marsworth, que inician el descenso hacia el Aylesbury Vale. El brazo de Wendover se bifurca hacia el oeste desde el nivel de la cumbre debajo de un puente adyacente a la esclusa superior de Marsworth y actualmente es navegable por poco más de una milla hasta los amarres y una zona de ensanche para permitir el cambio de sentido de las embarcaciones. Existe un proyecto de restauración para ampliarlo de nuevo hasta Wendover. Esta parte del canal, en el lenguaje utilizado por los nativos y el personal del canal, era "el brazo marchito" y, de hecho, solo se "abrió" para permitir que la estación de bombeo enviara agua hasta el nivel más alto. Unos cientos de metros más allá de la esclusa inferior del tramo, el brazo de Aylesbury se bifurca hacia el suroeste.
El canal Grand Union desciende gradualmente por esclusas intercaladas, pasando por los pueblos de Cheddington, Horton y Slapton hasta llegar a Leighton Buzzard. Tradicionalmente, los navegantes llaman a esta sección del canal "Slapton Fields" o simplemente "The Fields". Unos kilómetros más adelante, un tramo de tres esclusas cerca de Soulbury marca el descenso hacia el valle del río Gran Ouse.
Unas millas más adelante se llega a Milton Keynes, en las afueras de Bletchley, donde se halla la esclusa de Fenny Stratford, cuya disposición es bastante inusual porque salva un desnivel de tan solo 12 pulgadas (30,5 cm). El siguiente tramo de 11 millas (17,7 km) está a nivel. Existe una propuesta moderna para excavar un nuevo brazo desde aquí hasta el dominio navegable del río Great Ouse en Bedford. Al norte del centro de la localidad, atraviesa el moderno acueducto de New Bradwell, la primera estructura de este tipo construida en el canal Grand Union en más de 100 años. Saliendo de Milton Keynes en Wolverton, el canal discurre sobre un terraplén alto antes de pasar sobre el río Great Ouse en mediante el acueducto de Cosgrove (el "acueducto del Tronco de Hierro"), el primer acueducto de un canal construido con estructura de fundición de hierro en Inglaterra.

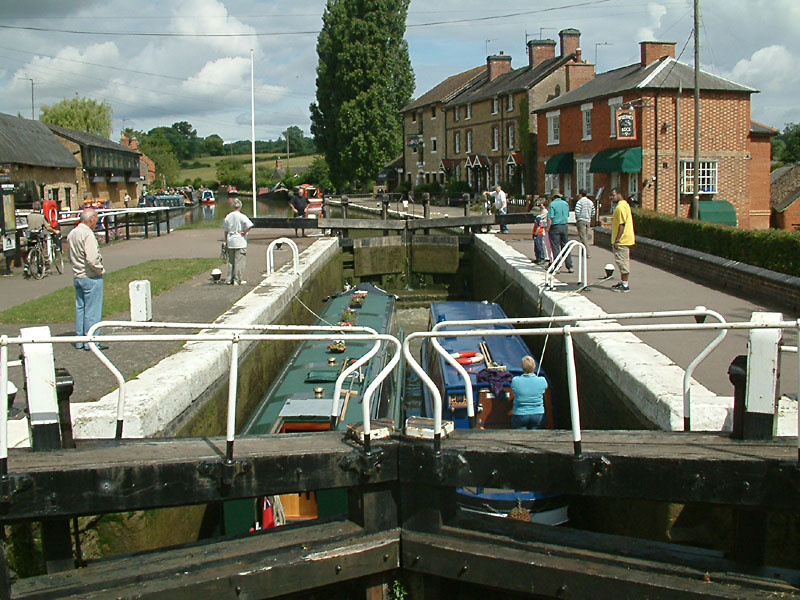
Esclusa superior en Stoke Bruerne

Después de ascender a través de la esclusa de Cosgrove (y pasar el inicio del brazo del canal de Buckingham abandonado), otra sección larga y nivelada lleva el canal al fondo del tramo con siete esclusas de Stoke Bruerne. En la parte alta se encuentra el Museo del Canal de Stoke Bruerne, seguido poco después por el túnel de Blisworth, que con sus 3056 yardas (2794,4 m) es una de las galerías subterráneas de un canal más larga del Reino Unido.

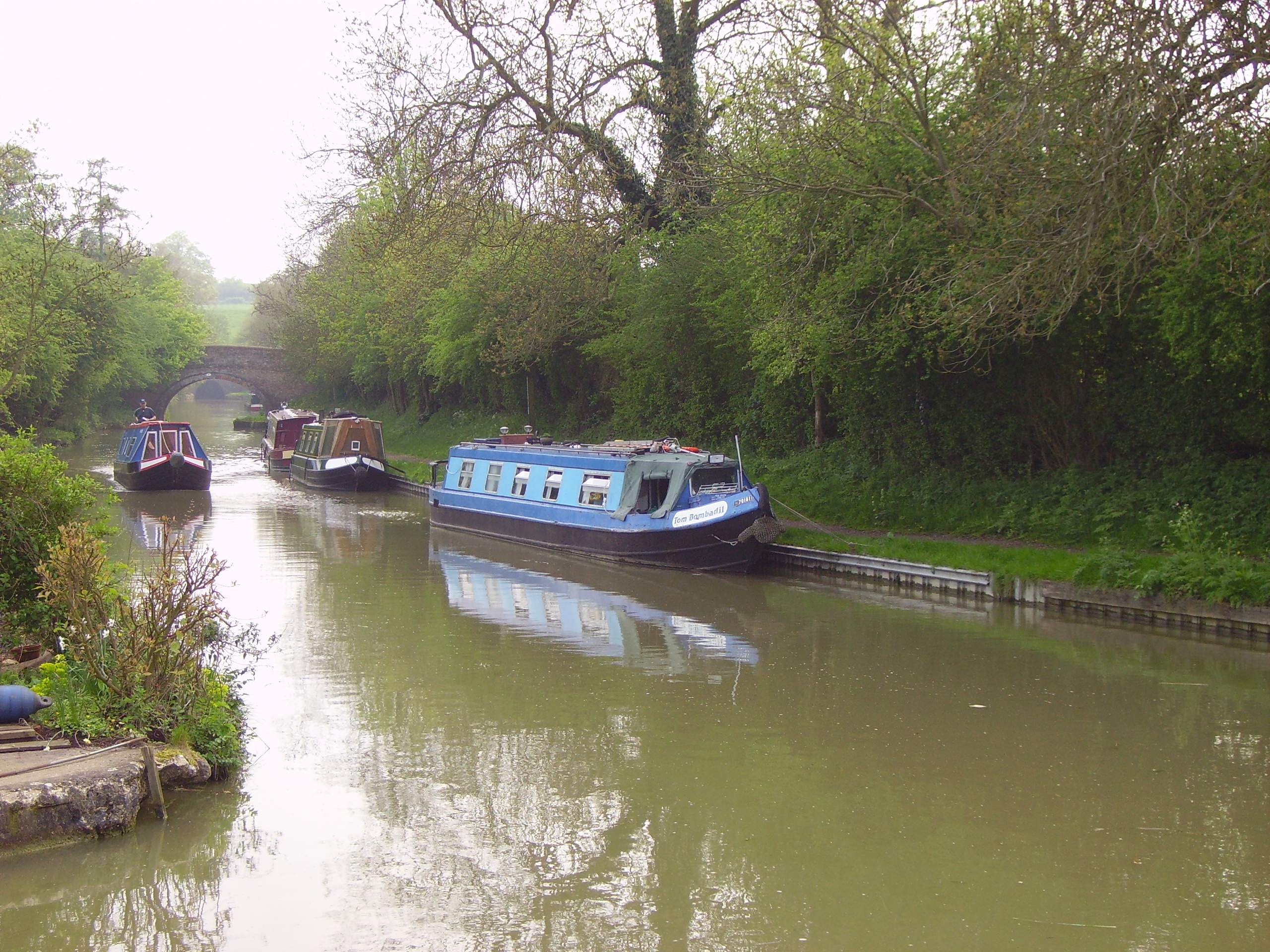
El muelle de Crick, en Northamptonshire

Una vez fuera del túnel, el canal pasa por la aldea de Blisworth y llega a Gayton Junction, donde el brazo de Northampton se bifurca hacia el este. Este brazo tiene 17 esclusas estrechas a medida que desciende para incorporarse al dominio navegable del río Nene (véase más abajo). El largo tramo llano continúa pasando por varios pueblos, incluidos Nether Heyford y Weedon Bec, y tiene un carácter muy rural.
En Whilton, el canal llega al final del tramo con siete esclusas de Buckby, que lo elevan hasta la cima de Braunston, el pueblo del cuya parroquia se halla a 5 millas (8 km) de distancia. Más allá de la esclusa superior está Norton Junction, donde la línea de Leicester (no estrictamente un ramal) se dirige hacia el norte. Unos kilómetros más adelante, el canal pasa por el túnel de Braunston de 2040 yardas (1865 m), que atraviesa una cadena baja de colinas que forman parte de las tierras altas de Northamptonshire.
A continuación, el canal desciende por el tramo de seis esclusas de Braunston hasta llegar a Braunston Junction, después de haber cubierto un poco más de 93 millas (149,7 km).

## La "línea principal" de Birmingham

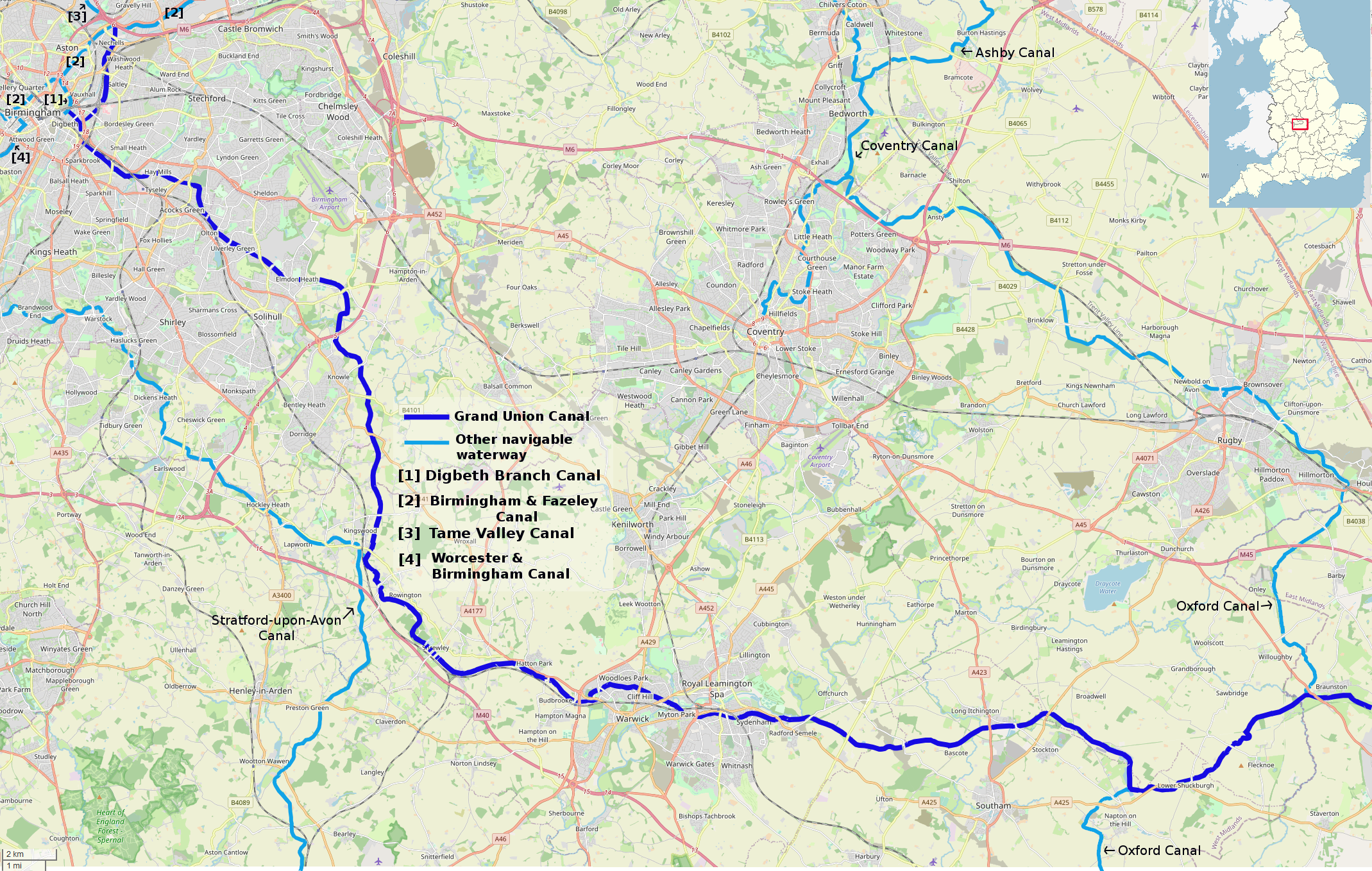
Mapa de la sección de Braunston a Birmingham

En Braunston Junction, el canal de Oxford diverge de norte a sur. La sección norte conduce a Rugby y a Coventry; la bifurcación hacia el sur lleva tanto al canal de Oxford como al canal Grand Union a lo largo de 5 millas (8 km) hasta Napton on the Hill. Aquí, el canal Grand Union se dirige al norte hacia Birmingham, mientras que el Canal de Oxford gira hacia el sur hacia Banbury y Oxford.
Poco después de Napton Junction, el canal Grand Union llega a tres esclusas en Calcutt, que comienzan el descenso hacia Warwickshire (hacia el río Avon). Después de un tramo nivelado de 5 km (3 millas), el canal desciende al valle del río Leam por la sección con 10 esclusas de Stockton (a menudo, conocidas como 'las diez esclusas de Itchington'). Por encima de la octava esclusa del tramo, un brazo corto (ahora utilizado como amarre para embarcaciones de recreo) solía servir a las fábricas de cemento de Southam. Aquí fue donde se cargó el último cargamento regular de cemento con destino a Birmingham a finales de los años 1960.
Desde la parte inferior de las esclusas, una sección nivelada de 5 kilómetros (3 millas) conduce a las cuatro esclusas de Bascote. Las dos primeras forman un sistema escalonado. Seis esclusas más intercaladas conducen a Radford, después de lo cual otro tramo nivelado de 5 millas (8 km) lleva el canal a través de Royal Leamington Spa hasta Warwick. Entre estas dos localidades, el canal cruza el río Avon y el antiguo Great Western Railway mediante sendos acueductos.
En Warwick, el canal sube por dos esclusas hasta el cruce de Budbrooke (anteriormente, el cruce con el entonces independiente Canal de Warwick y Birmingham). A la izquierda está el restaurado brazo del canal de Saltisford, un tramo corto que pasaba bajo el ferrocarril hasta el complejo original de la cuenca del canal y el punto final del canal de Warwick y Birmingham. Esta cuenca se rellenó en la década de 1970. El canal solía dar servicio a una de las plantas de producción de gas más antiguas. Dos edificios hexagonales que albergaban los depósitos de gas forman parte de las instalaciones de gas más antiguas que quedan en el mundo. Después de media milla, la línea principal llega al final del tramo Hatton, cuyas 21 esclusas elevan el canal para salir del valle del Avon. Las primeras 10 esclusas están espaciadas, pero las once siguientes son prácticamente consecutivas.
A tres millas (5 km) de la esclusa superior de Hatton, el canal discurre por el túnel de Shrewley, con su galería independiente para el paso de los caballos, y luego atraviesa el pueblo de Rowington hasta Kingswood Junction, donde un ramal corto se conecta con el canal de Stratford-upon-Avon. Otro tramo de 3 millas (4,8 km) conduce hasta las cinco esclusas de Knowle. Finalmente, un tramo nivelado de 18 kilómetros (11 millas) lleva el canal a través de Elmdon Heath, Solihull, Acocks Green y Tyseley hasta el corazón de Birmingham.
Se puede considerar que la línea principal termina en Bordesley Junction. Desde aquí, hay dos rutas, ambas parte del canal Grand Union. La línea original del canal de Warwick y Birmingham conduce al brazo del canal de Digbeth Branch del canal del dominio navegable de Birmingham, en el Warwick Bar, mientras que la línea posterior del canal de Birmingham y Warwick Junction conduce al canal de Birmingham y Fazeley (y el canal de Tame Valley) en Salford Junction, que a su vez tiene conexiones con el canal de Coventry y el canal de Trent y Mersey.

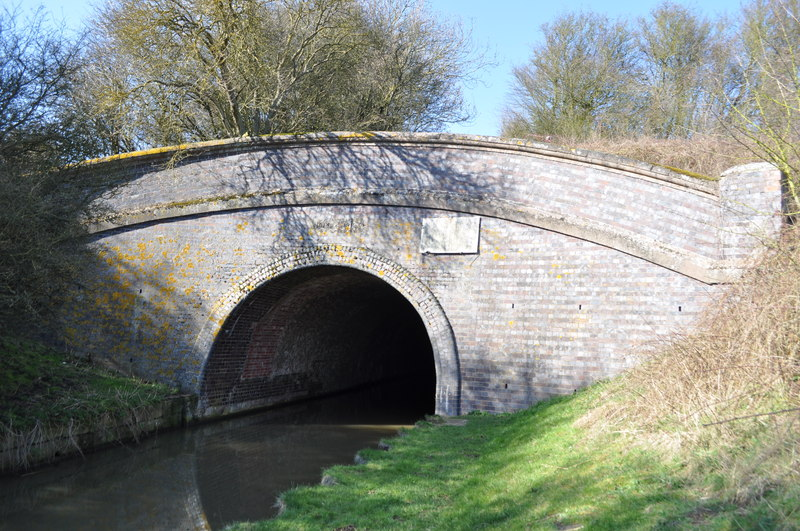
Túnel de Saddington en la línea de Leicester

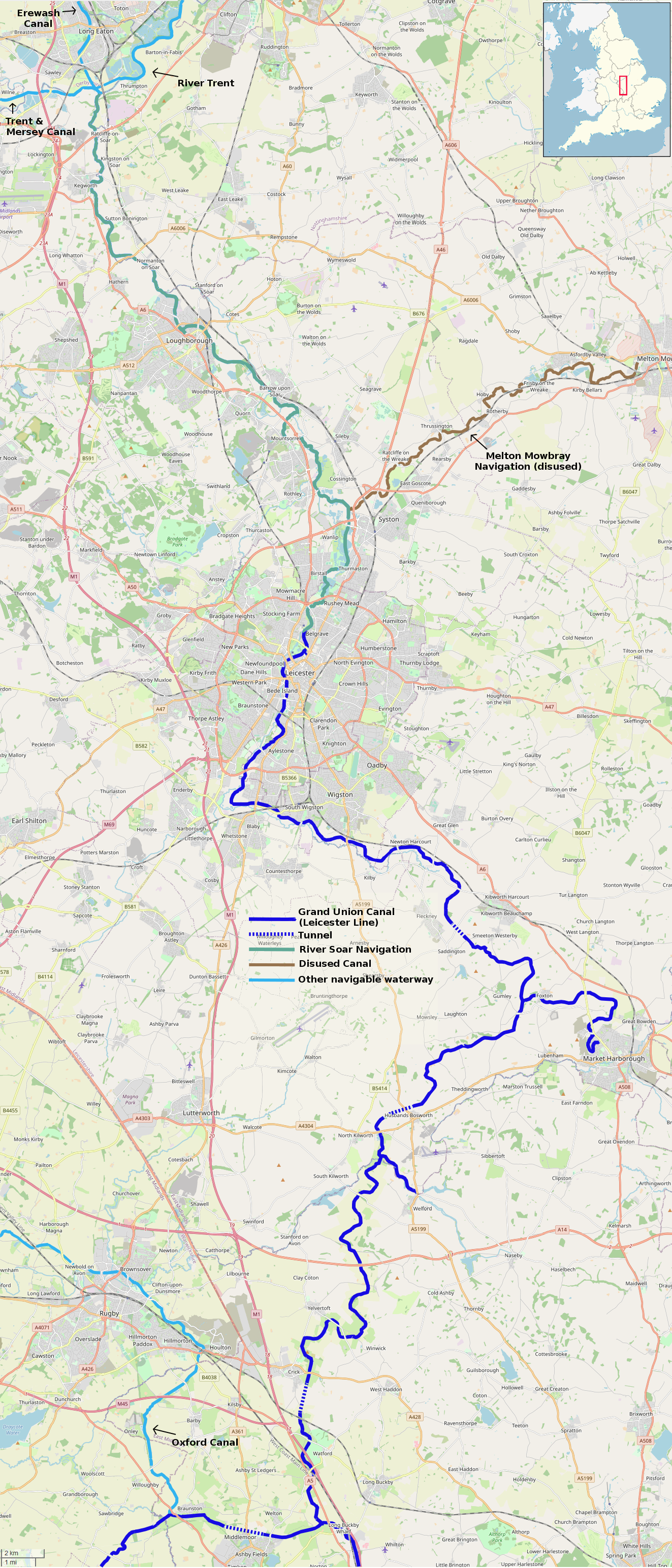
Mapa Geográfico de la Línea de Leicester y del dominio navegable del río Soar

## La línea de Leicester
Formada por fusiones de canales que alguna vez fueron independientes, la 'línea de Leicester' del canal Grand Union corre hacia el norte desde Norton Junction durante aproximadamente 35 millas (56,3 km) hasta llegar a Leicester, donde se une al río Soar para proporcionar un enlace al río Trent y al canal del Trent y del Mersey. Incluye túneles al sur de Crick 1528 yd (1397,2 m) y al norte de Husbands Bosworth 1166 yd (1066,2 m). El pueblo de Crick alberga una popular exhibición de botes anual.
El tramo del canal que pasa por el centro de Leicester se conoce como 'Mile Straight' y alberga el Leicester Rowing Club, un club de remo y piragüismo. El club organiza competiciones en un tramo coincidente con el río Soar, que normalmente se lleva a cabo a mediados de abril con más de 100 equipos en un tramo de 770 yardas (704,1 m).
También en esta sección están las esclusas de Foxton y las esclusas de Watford. Junto a las esclusas de Foxton se encuentra un plano inclinado para elevar barcazas, abandonado hace mucho tiempo. Esta rampa se construyó como parte de un proyecto para crear una ruta ancha que conectara las partes norte y sur del sistema de canales, algo que no existe hasta el día de hoy. La financiación para solventar el problema de las estrechas esclusas de Watford no llegó, y el proyecto fue cancelado. El canal al norte de Foxton Junction dispone de un cajero ancho desde Leicester en adelante. Originalmente, se pretendía construir un canal con este ancho hasta el río Nene en Northampton. Sin embargo, el canal nunca llegó más allá de la cuenca de Market Harborough.
La línea de Leicester continúa en el dominio navegable del río Soar, y llega al río Trent en Soar Mouth, al norte de Ratcliffe-on-Soar. Es posible continuar hasta el canal del Trent y del Mersey, el canal de  Coventry y el canal de Oxford norte, para completar un circuito conocido como el anillo de Leicester.

## Brazos

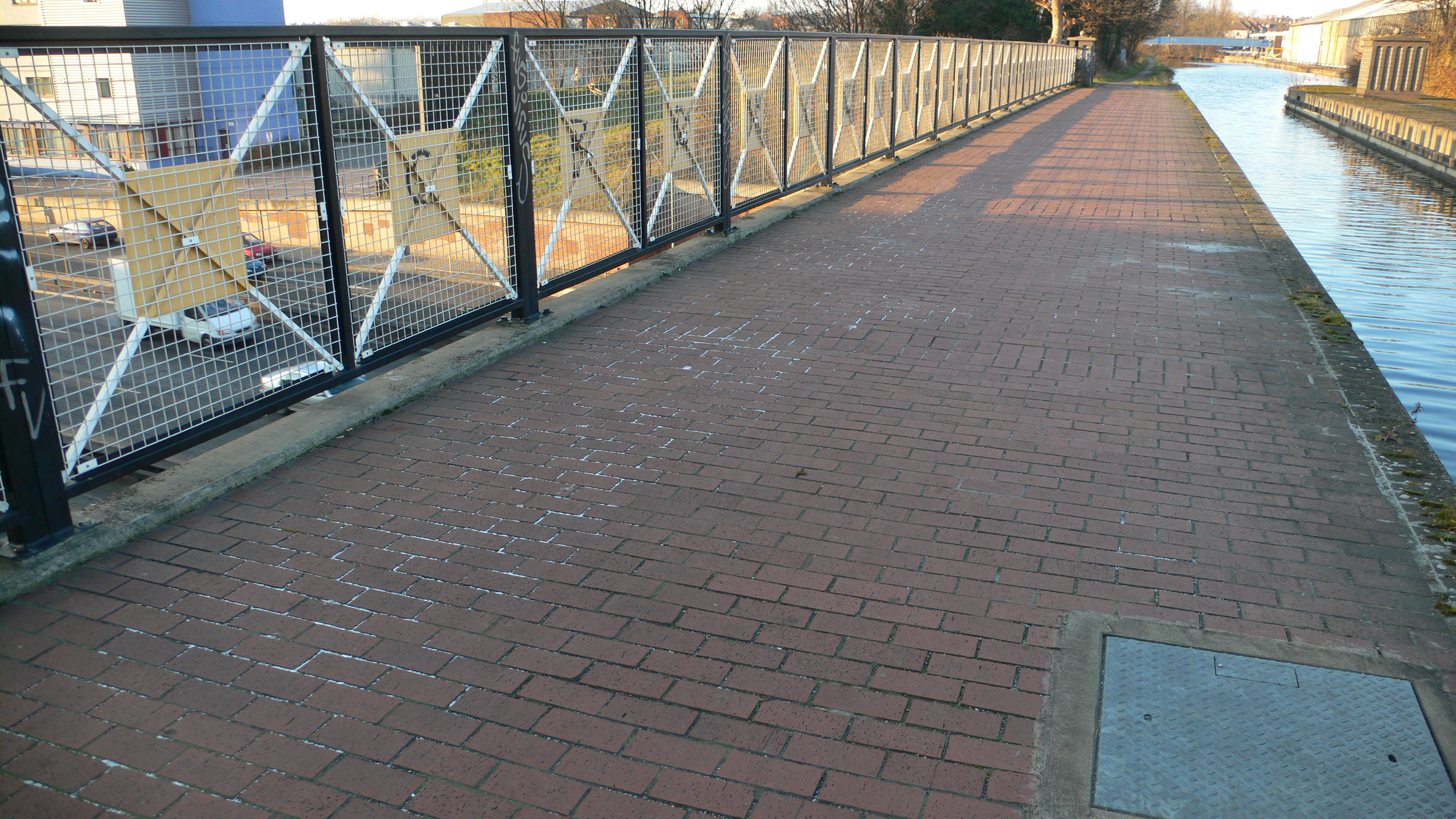
El brazo de Paddington cruza la carretera circular norte

El canal Grand Union tiene seis ramales principales, normalmente denominados como brazos.
Brazo de Paddington
A cinco millas (ocho kilómetros) de Brentford, el brazo del canal de Paddington discurre en forma circular por la llanura hasta un cruce con el Regent's Canal, que discurre al norte y al este del centro de Londres. La cuenca triangular formada en Maida Vale por el cruce se conoce como la " Little Venice" (Pequeña Venecia). Los últimos 500 m del brazo discurren hacia el sureste hasta la cuenca de Paddington.
Brazo de Slough
Desde Cowley Peachey, el brazo del canal de Slough discurre 5 millas (8 km) hacia el oeste.
Brazos de Wendover y Aylesbury
Desde Marsworth, aproximadamente a 35 millas (56,3 km) por el canal desde Brentford, dos brazos divergen: uno a Wendover (actualmente navegable en parte gracias a la renovación acometida por el Wendover Arm Trust;) y el otro desciende a través de 16 esclusas estrechas a lo largo de 4 millas (6,4 km) hasta Aylesbury.
Brazo de Northampton
Desde Gayton Junction, aproximadamente a 60 millas (96,6 km) desde Brentford, el brazo de Northampton enlaza con el río Nene.
Brazo de Saltisford, Warwick
En Warwick comienza el ramal más al norte del canal Grand Union (también conocido por los usuarios habituales como "GU"), el brazo del canal de Saltisford, cuyo tramo restaurado queda cerca del centro de Warwick. Originalmente era la línea principal del canal de Warwick y Birmingham (en 1799), y conducía a su punto final y a una cuenca con muelles para el transporte de madera. Cuando se abrió el canal de Warwick y Napton, este canal desviado permaneció como el muelle de la ciudad. El Saltisford Canal Trust ha restaurado entre 1990 y 2015 la mayor parte del canal que quedaba, mediante la instalación de grandes tramos de tablestacas y la restauración de un almacén en 2007. Sus últimos 160 yardas (146,3 m) se perdieron en la década de 1970, salvando un puente de carretera en desuso que se encuentra aislado en un aparcamiento de utomóviles. Los amarres para embarcaciones estrechas de Warwick se encuentran en el brazo, junto a un parque público, en parte a la vista del castillo de Warwick. Más de 800 barcos visitantes navegan hasta Warwick cada año, y atracan en el brazo.
La línea de Leicester tiene a su vez otros dos pequeños brazos propios (véase canal Grand Union (antiguo)).

## Desarrollos actuales

### Canal de Bedford y Milton Keynes
Bedford and Milton Keynes Partnership (B&MK) planeaba construir a comienzos de la década de 2000 un canal de 16 millas (25,7 km) que conectase el canal Grand Union en Milton Keynes con el río Gran Ouse en Bedford, con un costo estimado de 170 millones de libras. El proyecto contaba con el apoyo de British Waterways (y su sucesor, el Canal & River Trust), el Bedford & Milton Keynes Waterway Trust, otros grupos defensores de las vías navegables y también los ayuntamientos. El primer elemento del canal es un paso subterráneo bajo la A421, completado en 2009 y se continuaba buscando financiación para completar el proyecto en "trozos pequeños". La nueva vía fluvial crearía un nueva anillo de cruceros que conectaría desde el canal Grand Union con las vías fluviales de Anglia Oriental, lo que sería beneficioso para los cruceros de ocio, ya que los turistas pueden seguir rutas circulares, además de completar un enlace navegable entre el norte y el sur del Reino Unido: todas las vías navegables interiores actuales tienen puntos de restricción restrictivos alrededor de Midlands, solo adecuados para botes estrechos, lo que divide efectivamente las zonas canales anchos en dos mitades desconectadas entre sí.
La historia de la propuesta es considerablemente más antigua. De hecho, esta ruta se estudió por primera vez en 1810, cuando entre sus promotores se encontraba Samuel Whitbread.
Desde Milton Keynes, está previsto que el canal pase por debajo de la autopista M1, utilizando un pequeño paso de ganado existente, luego cruce Brogborough Hill y atraviese el valle de Marston hasta el río Great Ouse en Kempston.

### Restauración del brazo de Buckingham
El brazo del canal de Buckingham discurría entre Cosgrove y Buckingham. Se construyó como un brazo del canal Grand Junction, en dos fases separadas, inaugurándose en 1800 y 1801. Estuvo en desuso desde 1932, pero no fue finalmente abandonado hasta 1964. Posteriormente ha sido objeto de un proyecto de restauración.

### Canal Slough-Eton
El organismo predecesor del Canal and River Trust, British Waterways, recibió leves indicaciones de apoyo financiero de las autoridades locales de Slough y Eton para extender el brazo del canal de Slough hasta unirlo al río Támesis, cubriendo un mínimo de 2 millas (3,2 km). El coste estimado en 2008 de la obra fue de 30 millones de libras esterlinas. El fideicomiso confirmó en 2012 que este sigue siendo un objetivo a largo plazo, que se debe acometer cuando las condiciones económicas lo permitan.

## Galería
|  |  |  |  |  |

|  |  |  |  |  |